# Céline Lazorthes
Pour les articles homonymes, voir Lazorthes.
Céline Lazorthes est une cheffe d'entreprise française, fondatrice et dirigeante du groupe Leetchi qui édite le site internet de cagnotte en ligne leetchi.com et Mangopay, une solution de paiement sur Internet pour les acteurs de l’économie collaborative.

## Biographie

### Formation
Née à Toulouse et « issue de la bourgeoisie catholique », rapporte Libération, Céline Lazorthes est la petite-fille du médecin et universitaire français Guy Lazorthes et la fille de deux médecins. Elle intègre dans un premier temps la classe préparatoire de l’école d’ingénieurs EPITA avant de poursuivre un master à l'Institut Internet et Multimédia (IIM) du pôle universitaire Léonard-de-Vinci en 2003, puis un master à HEC Paris en 2007,.

### Carrière
Après quelques courtes expériences professionnelles, Céline Lazorthes crée Leetchi en 2009,. Lors de l’organisation d’un weekend d’intégration, elle constate l’absence de solution de cagnotte en ligne et formule alors l’idée de l’entreprise,, propos que Libération qualifie de « mythe fondateur » de la start-up.
En 2013, après l’obtention d’une licence européenne d’établissement de monnaie électronique, elle crée Mangopay,, une solution de paiement sur Internet pour les acteurs de l’économie collaborative.
Céline Lazorthes cède le groupe Leetchi en 2015 au groupe Crédit mutuel Arkéa. En juin 2019, elle quitte la direction opérationnelle du groupe pour prendre la présidence du conseil de surveillance.
En 2021, elle crée avec Jonathan Benhamou, Resilience, un outil d'aide à la décision et de suivi des patients pour les oncologues, en association avec le centre Gustave-Roussy et Unicancer.

### Prix et distinctions
- 2014 : prix Clémentine de la femme d'affaires de l'année[11]
- 2016 : Inspiring Fifty France
- 2016 : prix Napoleons de la personnalité féminine innovante de l'année[12]
- 2020 :  Chevalière de l'ordre national du Mérite[13]

## Activités secondaires
Parallèlement à la gestion de ses sociétés, Céline Lazorthes est membre du conseil d’administration de l'association France Digitale[réf. souhaitée], ainsi que de la Société nationale des chemins de fer français, et d'Iliad .
Elle participe à des conférences sur le monde de l'entrepreneuriat et représente la France à l'Alliance des jeunes entrepreneurs du G20 en 2010 et 2011.
Elle est également entrepreneuse, puisqu'elle investit en tant que business angel dans le secteur de la Tech, notamment chez Alan, Synapse, Lifeaz ou encore Climb.

## Positionnement politique
Céline Lazorthes est active publiquement sur les réseaux sociaux, où elle soutient le président français Emmanuel Macron,.